# Vaux-sur-Lunain
Vaux-sur-Lunain ist eine französische Gemeinde im Département Seine-et-Marne in der Region Île-de-France. Sie gehört zum Arrondissement Fontainebleau und zum Kanton Nemours (bis 2015: Kanton Lorrez-le-Bocage-Préaux). Die Bewohner nennen sich Vauxois oder Vauxoises. Die Gemeinde grenzt im Norden an Chevry-en-Sereine, im Osten an Blennes, im Südosten an Chéroy, im Süden an Jouy, im Südwesten an Villebéon und im Nordwesten an Lorrez-le-Bocage-Préaux.

## Bevölkerungsentwicklung
| Jahr      | 1962 | 1968 | 1975 | 1982 | 1990 | 1999 | 2008 | 2013 |
| --------- | ---- | ---- | ---- | ---- | ---- | ---- | ---- | ---- |
| Einwohner | 251  | 277  | 296  | 266  | 219  | 192  | 196  | 204  |

## Sehenswürdigkeiten

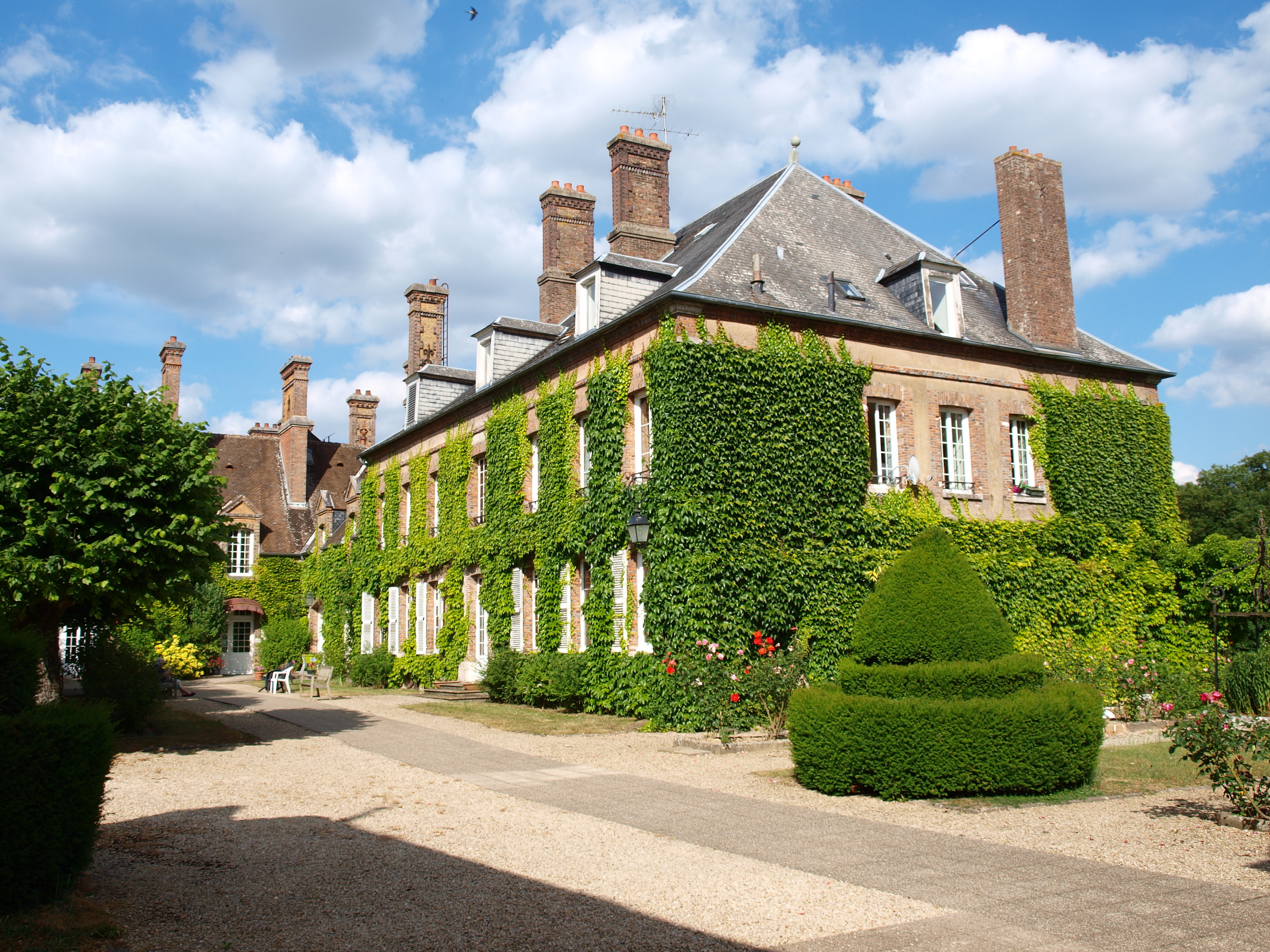
Château de Villeniard
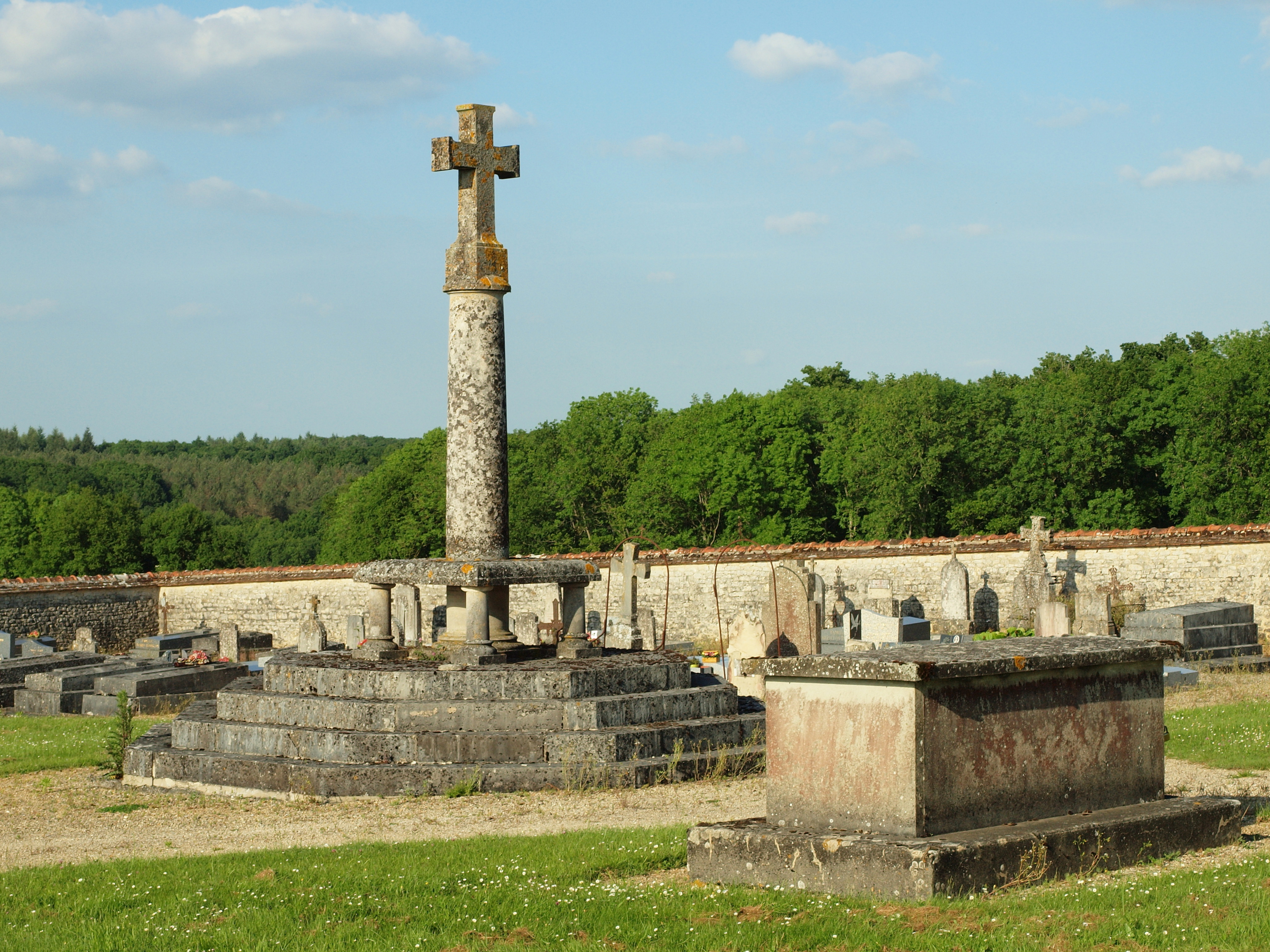
Soldatenfriedhof
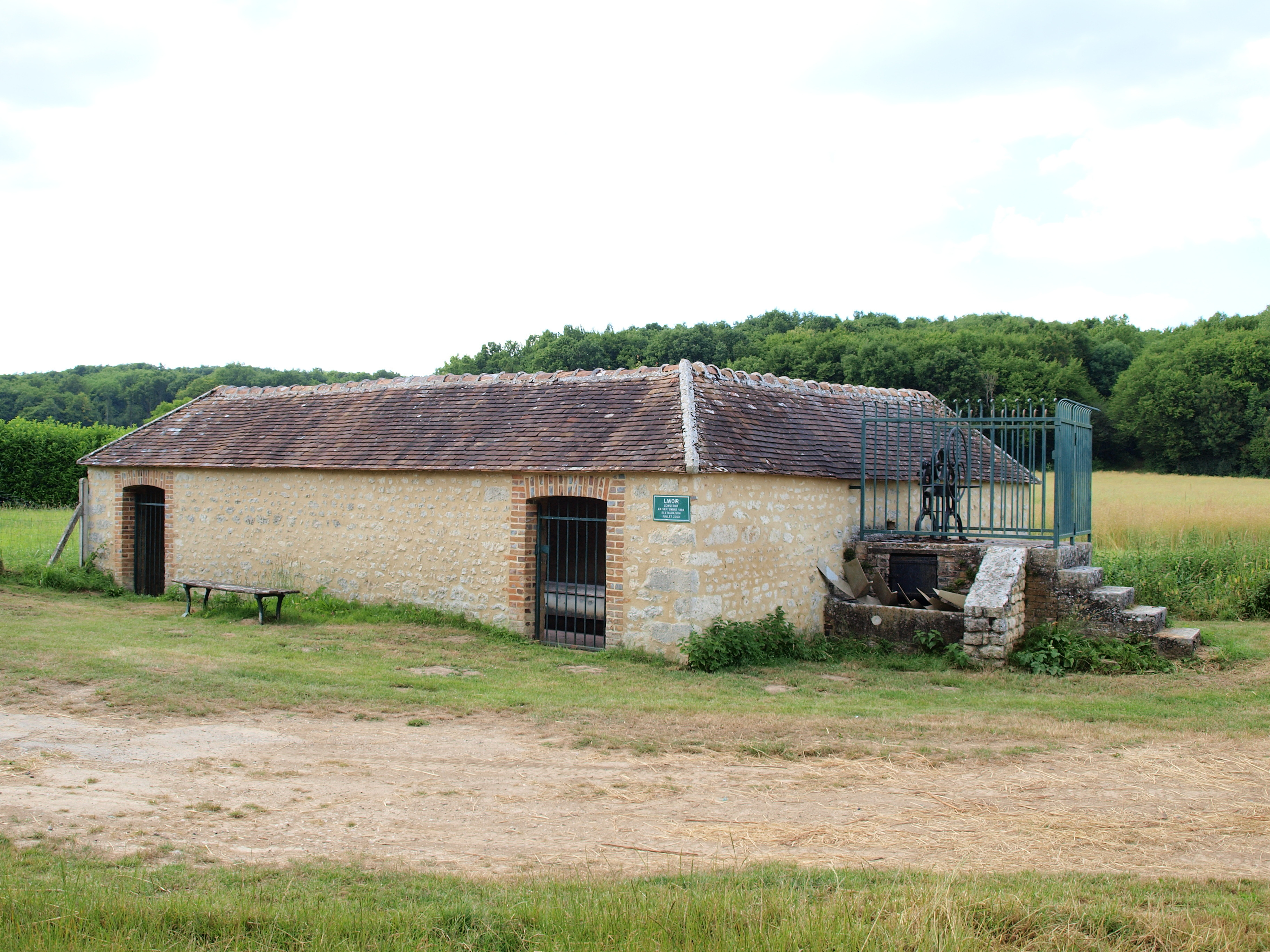
Lavoir, Außenansicht
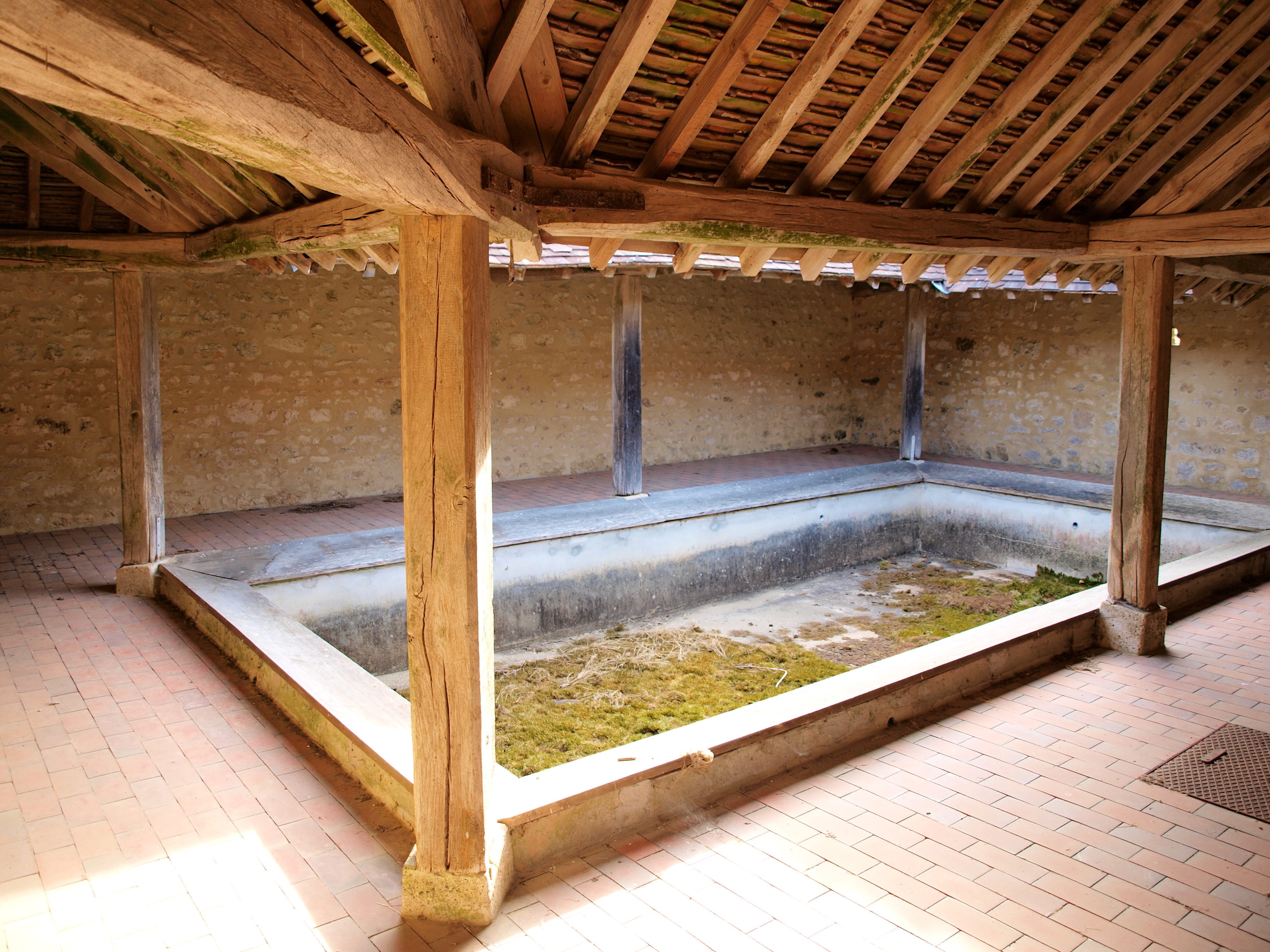
Lavoir, Innenansicht

- Waschhaus, erbaut 1884
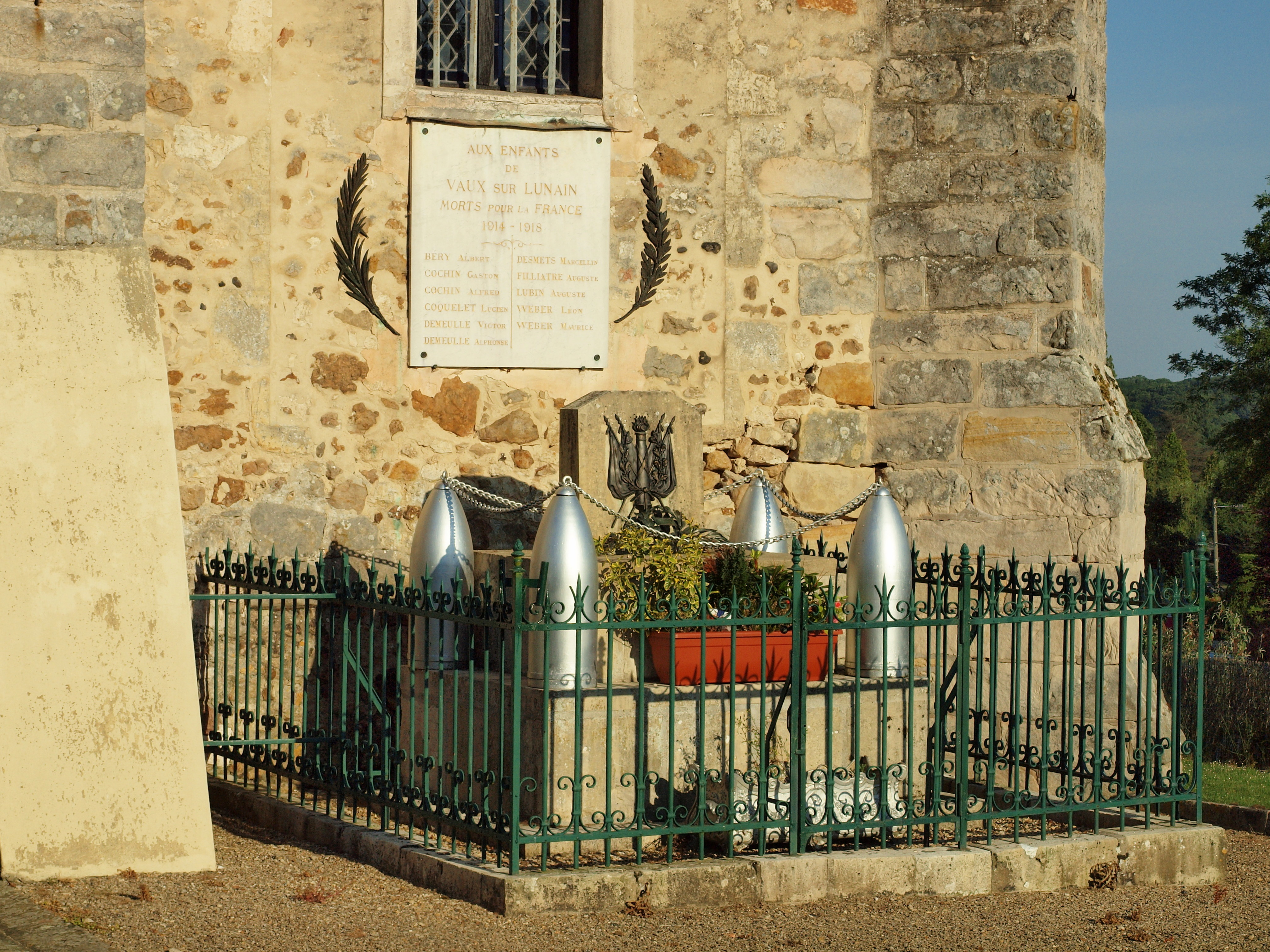
Kriegerdenkmal
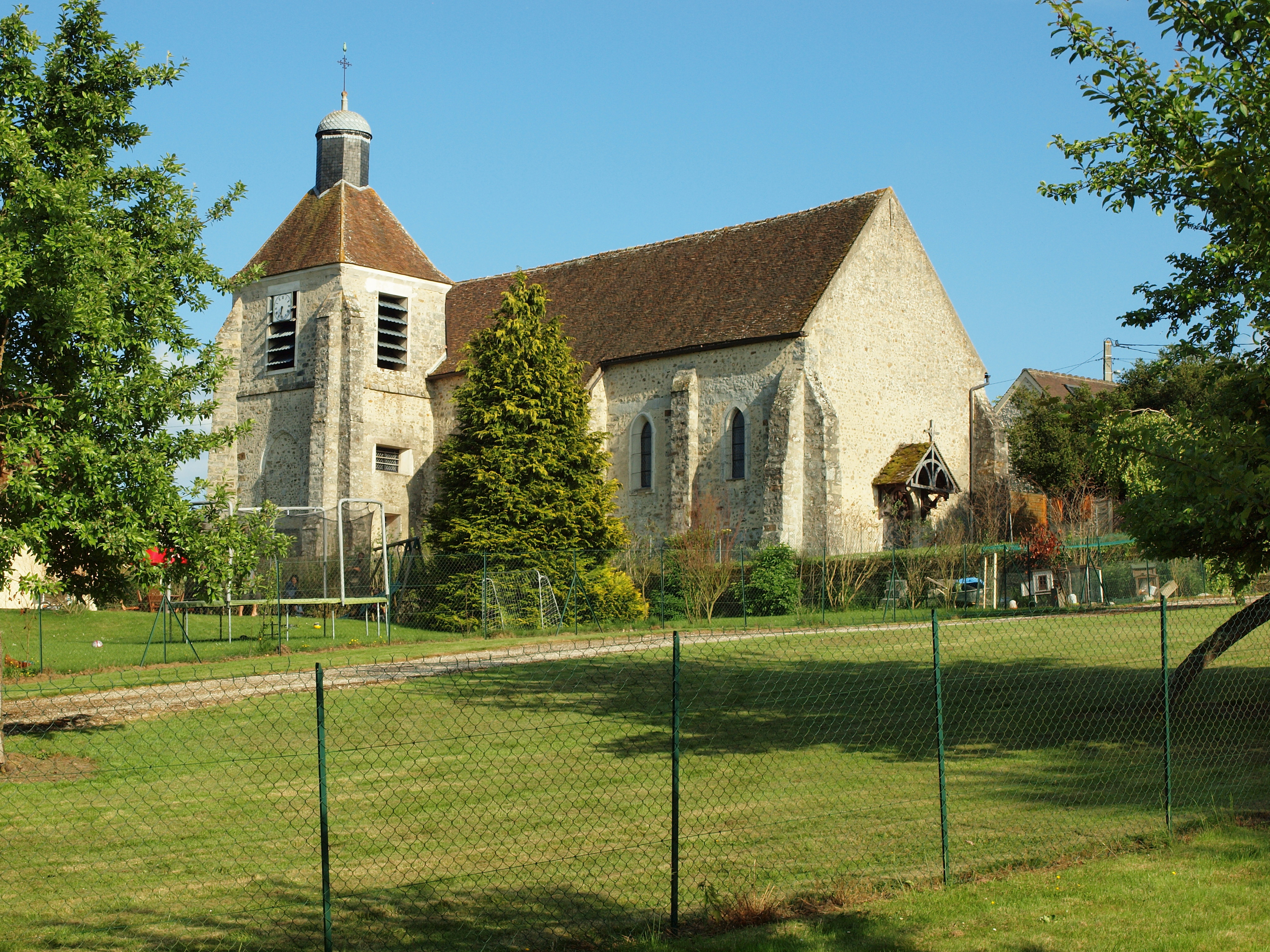
Kirche Saint-Gengoult

- Château de Villeniard
- Soldatenfriedhof
- Lavoir, Außenansicht
- Lavoir, Innenansicht
- Kriegerdenkmal
- Kirche Saint-Gengoult